# Massinet Sorcinelli
Massinet Sorcinelli, född 27 februari 1922 i São Paulo, död 12 augusti 1971, var en brasiliansk basketspelare.
Sorcinelli blev olympisk bronsmedaljör i basket vid sommarspelen 1948 i London.